# Pressenza
Pressenza International Press Agency, è un'agenzia di stampa internazionale.

## Descrizione
Pressenza è un'agenzia stampa internazionale tematica dedicata alla pace, la nonviolenza, la nondiscriminazione e i diritti umani. Rilascia le notizie per mezzo del suo sito web; possiede anche pagine Facebook e canali video su YouTube.

## Storia
Fondata il 15 novembre 2008 in occasione del Simposio Internazionale del Centro Mondiale di Studi Umanisti tenuto a Punta de Vacas, Argentina, per dare copertura alla Marcia mondiale per la pace e la non violenza che si è sviluppata l'anno dopo. Prende il suo nome e prima forma legale da un ufficio stampa che operava a Milano. Il primo dispaccio emesso è del 6 gennaio 2009, in portoghese. Emette all'inizio dispacci giornalieri in 5 lingue (inglese, francese, spagnolo, italiano e portoghese); si aggiungono nel tempo le edizioni in greco, tedesco e catalano. È media partner di più di 300 agenzie stampa e media ed è membro internazionale di ICAN.
Dal 2015 la redazione italiana collabora con l'Associazione Editoriale Multimage nella collana "I libri di Pressenza" dedicata ad approfondimenti giornalistici.
Nel gennaio del 2020 inizia l'emissione di notizie in turco.
Nel maggio - giugno del 2020 realizza, durante il lockdown, la sua prima riunione mondiale virtuale a cui partecipano oltre 100 persone.

## Organizzazione
L'agenzia è composta interamente da volontari non stipendiati che prestano le loro attività a titolo gratuito. È legalizzata dal 2014 in Ecuador presso il Ministero della Comunicazione. È organizzata per redazioni locali per lingue; le differenti edizioni si avvalgono di una rete di traduttori, anch'essi volontari, che traducono i dispacci nelle varie lingue. L'agenzia collabora in modo paritario con numerosi media, tra cui alcune agenzie stampa nazionali (Deutsche Welle, ABI, Dire), canali televisivi (Russia Today, HispanTV), media di settore (PeaceLink, Azione Nonviolenta, Unimondo) e giornali (L'Avanti on-line, El Ciudadano).

## Riconoscimenti
Nel 2016 vince il Premio Italia Diritti Umani di FlipNews.